# Cosmia mediorufa
Cosmia mediorufa là một loài bướm đêm trong họ Noctuidae.